# Nuada Airgetlám
Na mitologia irlandesa, Nuada ou Nuadu (moderna ortografia: Nuadha), conhecida pelo epíteto Airgetlám (Airgeadlámh, que significa "mão / braço de prata"), foi o primeiro rei dos Tuatha Dé Danann. Ele também é conhecido como Nechtan, Nuadu Necht e Elcmar, e é o marido de Boann.
O nome Nechtan é um cognato do deus romano-britânico Nodens, ou do deus romano Netuno, e dos deuses persa e védico que compartilham o nome Apam Napat. É também cognato da entidade sobrenatural sueca Näcken, que habita próxima de poços e fontes.
Nechtan ou Nectan tornou-se um nome celta comum e grande número de personagens históricas e lendárias o ostentam. Nuada era o rei dos Tuatha De Danaan e comandou a batalha contra Fir Bolg. Embora possuísse uma espada mágica, o braço de Nuada foi decepado durante a batalha e o reino passou para Bres, já que o próprio Nuada havia decretado uma lei segundo a qual um rei não podia apresentar qualquer deficiência física.
Porém, Bres não era um monarca popular, em parte por ter sangue fomoriano,  por cobrar taxas pesadas e não ser muito simpático em relação aos poetas e tocadores de harpa. Seu reinado não foi muito longo, pois Nuada foi ajudado por Dian Cecht, o deus da cura, que lhe fez um braço de prata, devolvendo assim a saúde, e consequentemente, o trono ao rei. Os dons de Dian Cecht no respeitante a ervas medicinais também permitiram que muitos guerreiros curassem as feridas feitas no campo de batalha. Depois dos Fir Bolg terem sido derrotados, os Tuatha expulsaram-nos para as Ilhas Aran ao largo de Galway. É um deus associado as águas em todas as suas formas, é associado a névoa, nuvens, chuva e é também um deus da guerra e da sabedoria, ele era conhecido por lutar com 2 escudos em batalha. Como Nechtain. Irlandês, outro espírito aquático, está associado a um Poço sagrado dentro do qual vive o Salmão do Conhecimento. É intimamente associado com , e às vezes confundido com ele, Nuada significa pegador ou fazedor de nuvens.